# Lerbäcken
För pastoratet med samma namn, se Lerbäck.
Lerbäcken är en stadsdel i Luleå, med namn efter bäcken som flyter från Ormberget och genom området. Lerbäcken kan funktionellt betraktas som en del av Hertsön, som ligger på andra sidan Hertsövägen. Båda stadsdelarna byggdes under 1970-talet. Lerbäcken består huvudsakligen av villabebyggelse men det finns dock ett mindre lägenhetsområde med adress Valörvägen. Lägenheterna var under en längre tid obebodda, men området totalrenoverades 2004 av ägaren Lulebo och lägenheterna är nu åter uthyrda.
Luleå kommun betraktar området Kvarnbäcken som en del av Lerbäcken.
Kommunikation Luleå Lokaltrafiks busslinje 15 går till och från Lerbäcken.